# Luo Guanzhong
Luo Guanzhong (n. en Taiyuan, prov. de Shanxi en 1330? - m. en Hangzhou, prov. de Zhejiang en 1400?). (chino tradicional:羅貫中, chino simplificado:罗贯中) – escritor chino, autor de novelas históricas, en particular de Romance de los Tres Reinos (三國演義). Se cree que ayudó a Shi Nai'an (si es que este último existió y no fue uno de sus pseudónimos) a redactar Bandidos del pantano (水滸傅).